# Coppa dei Campioni 1981-1982 (pallamano maschile)
La Coppa dei Campioni 1981-1982 è stata la 22ª edizione del massimo torneo europeo di pallamano riservato alle squadre di club. È stata organizzata dall'International Handball Federation, la federazione internazionale di pallamano. La competizione è iniziata ad ottobre 1981  si è conclusa l'8 maggio 1982.
Il torneo è stato vinto dalla compagine ungherese del Budapest Honvéd FC per la 2ª volta nella sua storia.

## Risultati

### Primo turno
| Squadra 1           | Squadra 2              | Andata      | Ritorno    | Totale        |
| ------------------- | ---------------------- | ----------- | ---------- | ------------- |
| Blauw Wit Neerbeek  | Sporting Neerpelt      | Beek        | Neerpelt   | 33 - 36       |
| Blauw Wit Neerbeek  | Sporting Neerpelt      | 19 - 21     | 14 - 15    | 33 - 36       |
| Ionikos Atene       | Budapest Honvéd FC     | Atene       | Budapest   | 33 - 76       |
| Ionikos Atene       | Budapest Honvéd FC     | 22 - 39     | 11 - 37    | 33 - 76       |
| CSKA Sofia          | Beşiktaş Istanbul      | Sofia       | Istanbul   | 64 - 39       |
| CSKA Sofia          | Beşiktaş Istanbul      | 37 - 17     | 27 - 22    | 64 - 39       |
| Maccabi Petah Tikva | ASKO Linz              | Petah Tiqwa | Linz       | 45 - 55       |
| Maccabi Petah Tikva | ASKO Linz              | 27 - 28     | 18 - 27    | 45 - 55       |
| Sjundea IF          | Nordstrand IF          | Siuntio     | Oslo       | 42 - 42 (gfc) |
| Sjundea IF          | Nordstrand IF          | 20 - 15     | 22 - 27    | 42 - 42 (gfc) |
| HC Brentwood        | HB Dudelange           | Brentwood   | Dudelange  | 44 - 57       |
| HC Brentwood        | HB Dudelange           | 25 - 32     | 19 - 25    | 44 - 57       |
| Pallamano Trieste   | TSV St. Omar San Gallo | Trieste     | San Gallo  | 38 - 41       |
| Pallamano Trieste   | TSV St. Omar San Gallo | 23 - 21     | 15 - 20    | 38 - 41       |
| Sporting Lisbon     | USM Gagny              | Lisbona     | Argenteuil | 47 - 59       |
| Sporting Lisbon     | USM Gagny              | 25 - 27     | 22 - 32    | 47 - 59       |

### Ottavi di finale
| Squadra 1                   | Squadra 2          | Andata     | Ritorno       | Totale  |
| --------------------------- | ------------------ | ---------- | ------------- | ------- |
| Budapest Honvéd FC          | USM Gagny          | Budapest   | Gagny         | 58 - 55 |
| Budapest Honvéd FC          | USM Gagny          | 34 - 28    | 24 - 27       | 58 - 55 |
| CSKA Sofia                  | Viking Helsingborg | Sofia      | Helsingborg   | 42 - 43 |
| CSKA Sofia                  | Viking Helsingborg | 24 - 21    | 18 - 22       | 42 - 43 |
| Helsingor IF                | Sporting Neerpelt  | Helsingør  | Neerpelt      | 45 - 37 |
| Helsingor IF                | Sporting Neerpelt  | 26 - 16    | 19 - 21       | 45 - 37 |
| HB Dudelange                | VSZ Košice         | Dudelange  | Košice        | 30 - 46 |
| HB Dudelange                | VSZ Košice         | 15 - 21    | 15 - 25       | 30 - 46 |
| RK Borac Banja Luka         | ASKO Linz          | Banja Luka | Linz          | 63 - 44 |
| RK Borac Banja Luka         | ASKO Linz          | 32 - 22    | 31 - 22       | 63 - 44 |
| SC Magdeburgo               | TV Grosswallstadt  | Magdeburgo | Großwallstadt | 30 - 31 |
| SC Magdeburgo               | TV Grosswallstadt  | 15 - 13    | 15 - 18       | 30 - 31 |
| Knattspyrnufélagið Víkingur | BM Atletico Madrid | Reykjavík  | Madrid        | 36 - 38 |
| Knattspyrnufélagið Víkingur | BM Atletico Madrid | 14 - 15    | 22 - 23       | 36 - 38 |
| TSV St. Omar San Gallo      | Sjundea IF         | San Gallo  | Siuntio       | 59 - 40 |
| TSV St. Omar San Gallo      | Sjundea IF         | 28 - 24    | 31 - 16       | 59 - 40 |

### Quarti di finale
| Squadra 1          | Squadra 2              | Andata        | Ritorno    | Totale        |
| ------------------ | ---------------------- | ------------- | ---------- | ------------- |
| Viking Helsingborg | Budapest Honvéd FC     | Helsingborg   | Budapest   | 55 - 67       |
| Viking Helsingborg | Budapest Honvéd FC     | 28 - 27       | 27 - 40    | 55 - 67       |
| VSZ Košice         | Helsingor IF           | Košice        | Helsingør  | 46 - 46 (gfc) |
| VSZ Košice         | Helsingor IF           | 32 - 26       | 14 - 20    | 46 - 46 (gfc) |
| TV Grosswallstadt  | RK Borac Banja Luka    | Großwallstadt | Banja Luka | 34 - 31       |
| TV Grosswallstadt  | RK Borac Banja Luka    | 19 - 16       | 15 - 15    | 34 - 31       |
| BM Atletico Madrid | TSV St. Omar San Gallo | Madrid        | San Gallo  | 39 - 40       |
| BM Atletico Madrid | TSV St. Omar San Gallo | 21 - 18       | 18 - 22    | 39 - 40       |

### Semifinali
| Squadra 1              | Squadra 2          | Andata    | Ritorno       | Totale  |
| ---------------------- | ------------------ | --------- | ------------- | ------- |
| Helsingor IF           | Budapest Honvéd FC | Helsingør | Budapest      | 44 - 46 |
| Helsingor IF           | Budapest Honvéd FC | 23 - 22   | 21 - 24       | 44 - 46 |
| TSV St. Omar San Gallo | TV Grosswallstadt  | San Gallo | Großwallstadt | 34 - 32 |
| TSV St. Omar San Gallo | TV Grosswallstadt  | 16 - 15   | 18 - 17       | 34 - 32 |

### Finale
| Squadra 1          | Squadra 2              | Andata                  | Ritorno                  | Totale  |
| ------------------ | ---------------------- | ----------------------- | ------------------------ | ------- |
| Budapest Honvéd FC | TSV St. Omar San Gallo | Budapest, 2 maggio 1982 | San Gallo, 8 maggio 1982 | 49 - 34 |
| Budapest Honvéd FC | TSV St. Omar San Gallo | 25 - 16                 | 24 - 18                  | 49 - 34 |

## Campioni
| Vincitore della Coppa dei Campioni 1981-1982 |
| -------------------------------------------- |
| Budapest Honvéd FC 2º titolo                 |